# Святой Георгий и дракон (картина Рафаэля, Вашингтон)
«Святой Георгий и дракон» (итал. San Giorgio e il drago) — картина Рафаэля Санти из собрания Национальной галереи искусства, некогда находившаяся в собрании Эрмитажа и выставлявшаяся в Военной галерее Зимнего дворца.

## Сюжет
Картина иллюстрирует общехристианский сюжет «Чудо Георгия о змие», в православии он описан в древнерусской повести «Чудо Георгия о змие», в католичестве известен по «Золотой легенде» Якова Ворагинского. В окрестностях Бейрута в озере жил змей, нападавший на людей. Народ, напуганный чудовищем, пришёл к царю, который предложил составить список горожан и по очереди отдавать своих детей на растерзание змею, пообещав, когда придёт его очередь, отдать на смерть свою дочь. Исполняя своё обещание, царь «нарядил свою дочь в пурпур и виссон, украсил золотом и драгоценными камнями, и перлами» и повелел отвести к змею. Воин Святой Георгий, проезжая мимо города, увидел плачущую царевну и спросил у неё о причине её скорби. Узнав о чудовище он, со словами «во имя Отца, и Сына, и Святого Духа», устремился на коне своём на змея и поразил змея копьём. Впечатлённые подвигом воина король и жители Бейрута приняли христианство.
Одной из необычных черт картины является синяя подвязка на покрытой доспехами ноге, на которой видно слово «HONI», расшифровываемое как начало французского выражения Honi soit qui mal y pense (Пусть стыдится подумавший плохо об этом) — это выражение стало девизом британского рыцарского ордена Подвязки, покровителем которого является Святой Георгий. Заказчик картины урбинский герцог Гвидобальдо да Монтефельтро был посвящён в рыцари этого ордена в 1504 году королём Англии Генрихом VII. На конской сбруе подпись художника: RAPHELLO. Картина принадлежала к серии миниатюрных панно, написанных Рафаэлем около 1506 года во Флоренции по заказу урбинского герцога, и предназначалась в подарок королевскому послу Гилберту Тэлботу.

## История картины
К 1627 году картина принадлежала Уильяму Герберту, 3-му графу Пембруку (1580—1630), и находилась в родовом поместье Уилтон-хаус в Уилтшире. Затем картина оказалась в собственности английского короля Карла I. По окончании Гражданской войны в Англии она была 19 декабря 1651 года продана в рамках одной из распродаж королевской коллекции в Сомерсет-хаусе в Лондоне и далее оказалась во Франции, где спустя некоторое время стала одной из ярчайших работ в коллекции Кроза.
В 1772 году «Святой Георгий и дракон» вместе со всей коллекцией Кроза была приобретена российской императрицей Екатериной II и с тех пор на протяжении более 150 лет она находилась в Эрмитаже. В конце 1920-х годов картина была отобрана для продажи за границу и передана в контору «Антиквариат», выставлялась на продажу в берлинской галерее Маттисона, затем в лондонской галерее Кольнаги и наконец в марте 1931 года в нью-йоркской галерее Недлера её купил американский миллионер Эндрю Меллон. В 1937 году вся коллекция Меллона была подарена Национальной галерее искусства в Вашингтоне. Выставляется в западном крыле галереи, на главном этаже, в зале 20

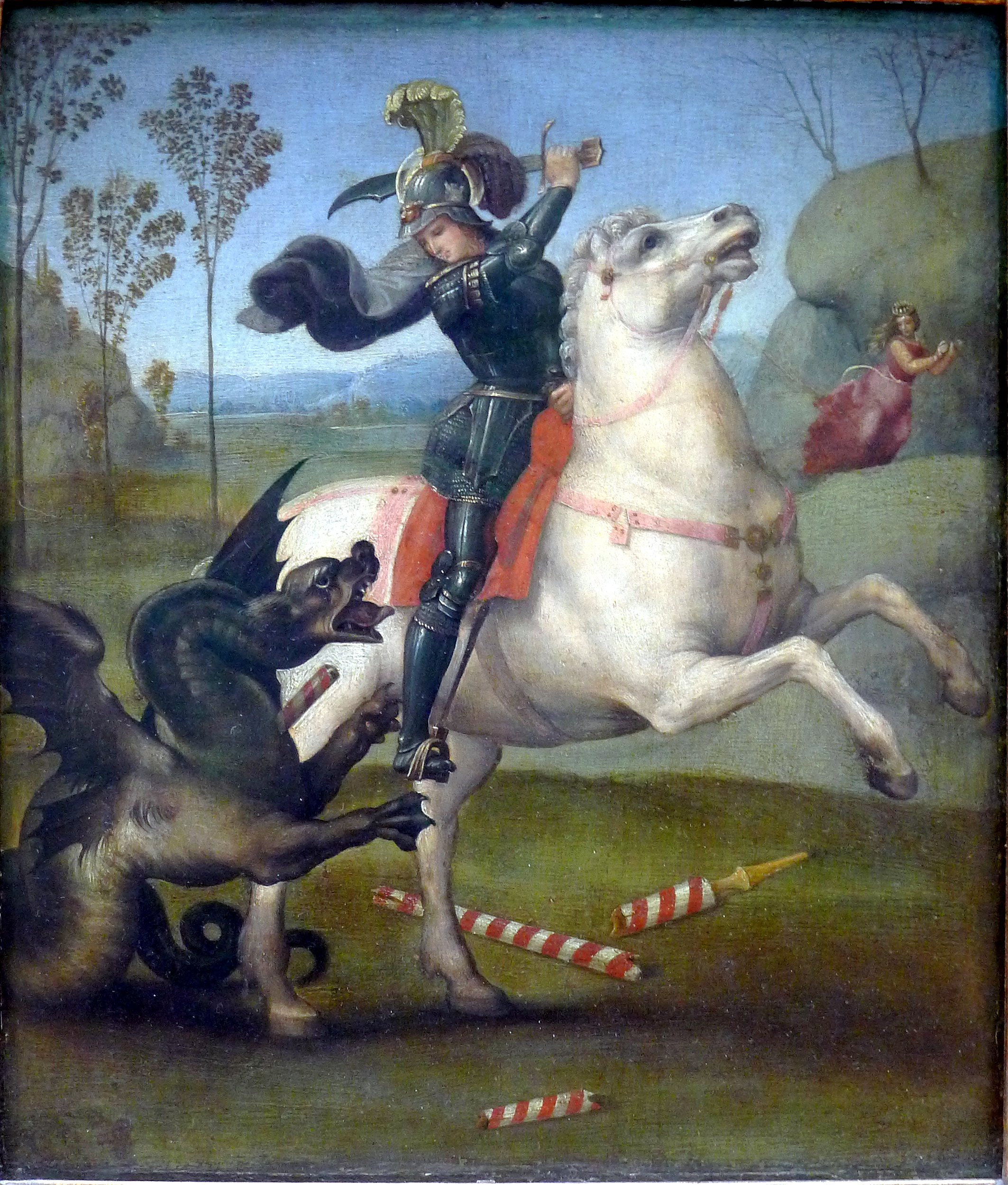
Рафаэль. «Святой Георгий и дракон». Вариант картины из Лувра
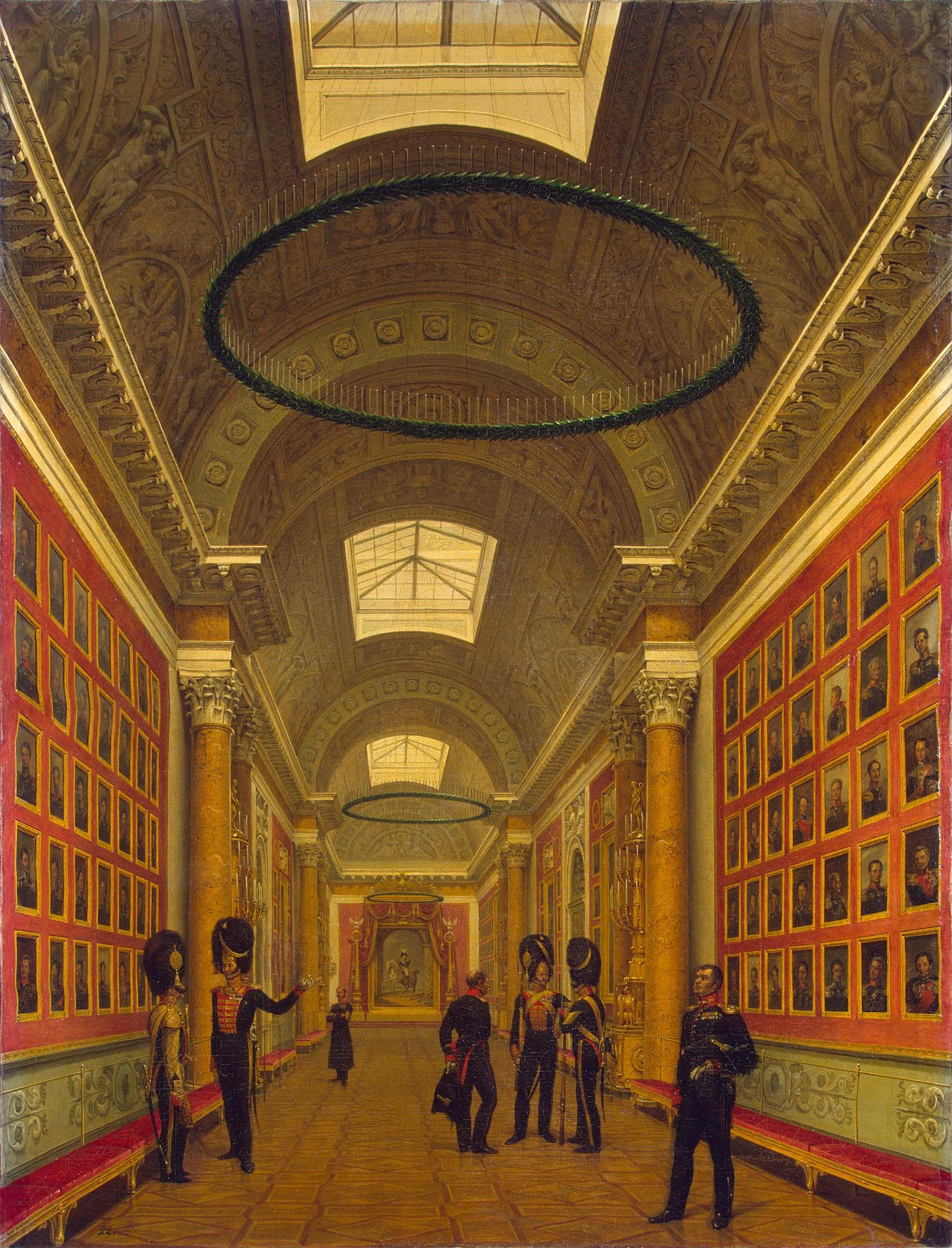
Г. Г. Чернецов. «Перспективный вид Военной галереи 1812 года в Зимнем дворце». 1829 год. Холст, масло. 121 × 92 см. Эрмитаж. В торце галереи левее портрета Александра I можно заметить «Святого Георгия и дракона»
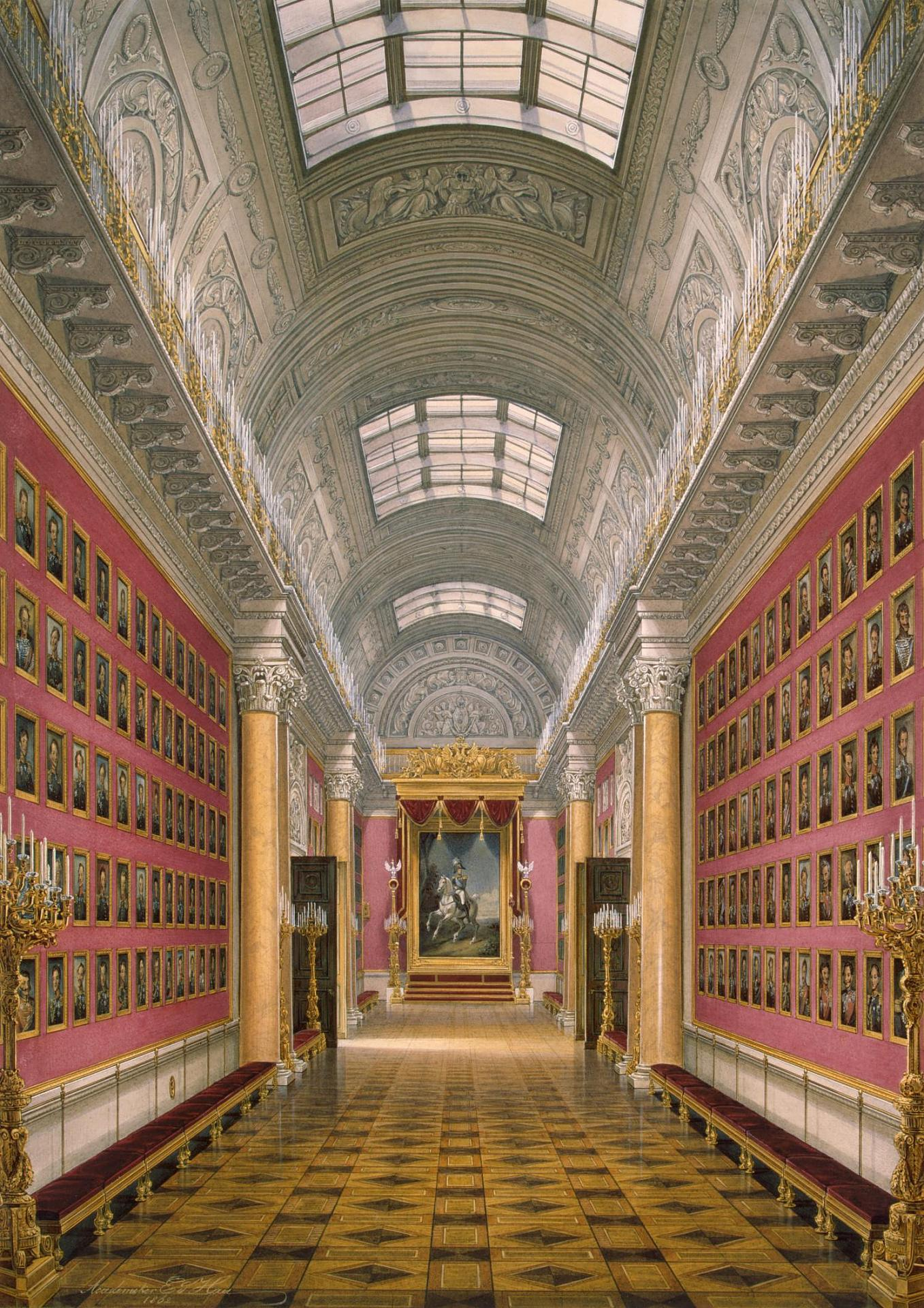
Э. П. Гау. «Галерея 1812 года». 1861 год. Бумага, акварель. 43,9 × 31 см. Эрмитаж. В торце галереи левее портрета Александра I видна копия «Святого Георгия и дракона»

## Копии
В 1503—1505 годах Рафаэль написал другой вариант картины; на нём Святой Георгий поражает дракона мечом. Эта работа находится в собрании Лувра.
В 1820-х годах при обустройстве в Зимнем дворце Военной галереи «Святого Георгия и дракона» было решено расположить в галерее, однако в 1851 году она была перемещена в зал Рафаэля, а вместо неё император Николай I приказал поместить её копию, выполненную Е. И. Ботманом; копия выставлялась на дальней торцевой стене слева от конного портрета императора Александра I. Саму картину в Военной галерее можно увидеть на картине Г. Г. Чернецова, запечатлевшем галерею в 1829 году, а её копию работы Ботмана — на акварели Э. П. Гау 1861 года. Современное местонахождение этой копии не установлено.